# Охримович Юліан
Охримович Юліан (* 3 лютого 1893, Стрий — † 10 жовтня 1921) — український політичний  і громадський діяч.

## Життєпис
У 1913–1914 рр. — редактор студентського журналу «Шляхи» у Львові. Входив до львівського Пласту — гурток І. Чмоли.
Стрийко Степана та Теодозія Охримовичів.
У 1914 році закінчив філософський факультет Львівського університету, тоді ж переїхав на Наддніпрянщину.
У 1917–1918 рр. — член ЦК УПСР — секретар, і член Центральної Ради.
4 травня 1917 р. на першому засіданні обраний секретарем «Комітету допомоги українцям-виселенцям при Українській Центральній Раді».
У 1920 р. працював у видавництві «Рух» у Харкові. Розстріляний більшовиками за зв'язки з Українським Центральним Повстанчим Комітетом. За однією з версій, це відбулося у Мелітополі. 
Автор праці «Розвиток української національно-політичної думки».